# 대학 입학 시험
대학 입학 시험(matriculation examination 또는 matriculation exam)은 일반적으로 중등 학교가 끝날 무렵에 실시되는 대학 입학 시험이다. 시험에 합격한 후 학생은 중등 교육의 학업 자격을 인정하는 학교 졸업 증명서를 받는다. 달성한 점수 또는 성적에 따라 학생은 추가 학업을 시작하기 위해 대학에 입학할 수 있다.
다음 입학 시험이 실시된다.
- A-레벨 – 영국, 웨일즈, 북아일랜드 및 여러 영연방 국가
- Abitur – 독일 및 리투아니아.
- 이란 대학 입학 시험 – 이란
- Bacalaureat – 루마니아 및 몰도바.
- Baccalauréat – 프랑스 및 많은 프랑스어권 국가.
- Eindexamen – 네덜란드.
- 종료 시험 – 미국.

- Regents 시험 – 뉴욕 주, 미국

- Gaokao – 중국.
- Higher – 스코틀랜드.
- Higher Secondary School Certificate – 방글라데시, 인도 및 파키스탄.
- 홍콩 중등교육 졸업장 - 홍콩

- 홍콩 고급 수준 시험 - 이전에는 홍콩

- 국제 학사 학위 - 국제.
- ICFES 시험 - 콜롬비아
- 졸업 증명서 - 아일랜드.

- 더블린 대학교 입학 시험 - 트리니티 칼리지 더블린

- Matric - 남아프리카 공화국 및 이전에는 호주.
- Matura - 알바니아, 오스트리아, 보스니아 헤르체고비나, 불가리아, 크로아티아, 체코 공화국, 헝가리, 이탈리아, 코소보, 리히텐슈타인, 북마케도니아, 몬테네그로, 폴란드, 세르비아, 슬로바키아, 슬로베니아, 스위스 및 우크라이나.
- Prueba de Selección Universitaria - 칠레
- 학생 학위 - 북유럽.

- Studentereksamen, 덴마크 학생 학위.
- Studentexamen, 스웨덴 학생 학위(폐지).
- Generell Studiekompetanse, 노르웨이 학생 학위.
- Stúdentspróf, 아이슬란드 학생 학위.
- Studentsprógv, 페로 학생 학위.
- Ylioppilastutkinto(스웨덴어: Studentexamen), 핀란드 학생 학위.

- Bachillerato + Selectividad – 스페인.
- Bagrut – 이스라엘.
- Tawjihi – 요르단 및 팔레스타인 영토.
- Riigieksamid — 에스토니아.
- Unified State Exam – 러시아.
- University Entrance Examination – 미얀마(버마)
- External independent testing - 우크라이나.
- Unified National Testing - 카자흐스탄.
- General Republican Testing - 키르기스스탄.
- Unified State/National Exams - 아르메니아 및 조지아
- Centralized Testing - 벨로루시 및 타지키스탄

## 같이 보기
- 대학 입학
- 이탈리아의 교육